# 크리미널 러버
크리미널 러버(Les Amants Criminels, Criminal Lovers)는 프랑스에서 제작된 프랑소와 오종 감독의 1999년 범죄, 드라마 영화이다. 나타샤 레니에 등이 주연으로 출연하였고 올리비에 델보스크 등이 제작에 참여하였다.

## 출연

### 주연
- 나타샤 레니에
- 제레미 레니에

### 조연
- 미키 마뇰로비치
- 샐림 케치오체
- 야스민 벨마디

## 제작진
- 의상: 파스칼린 샤반느
- 배역: 스테판 포앙키노스